# 内田裕士
内田 裕士（うちだ ゆうじ）は、日本の放送作家、脚本家。日本テレビ系『所さんの目がテン!』や『ぶらり途中下車の旅』などで構成を担当。

## 参加作品

### テレビ番組
- 知ってるつもり?!（1989年-2002年、日本テレビ）構成
- 所さんの目がテン!（1989年- 、日本テレビ）構成[1]
- ぶらり途中下車の旅（1992年- 、日本テレビ）構成
- 奇跡の生還! 九死に一生スペシャル（1996年-2003年、日本テレビ）構成
- 所さんの宝くじ特番 夢の3億円!ガッチリ買いまショー!!（日本テレビ）構成[1]
- 所さんの世界の動物と仲良くなろうスペシャル 爆笑どうぶつ大実験!（2002年、日本テレビ）構成[1]
- てれび博物館 それってホント!?（2002年-2006年、東海テレビ）構成
- 爆笑問題&日本国民のセンセイ教えて下さい!（2003年- 、テレビ朝日・ABC）
- 所さん&おすぎの偉大なるトホホ人物伝（2004年-2005年、テレビ東京）
- 超歴史ミステリーロマン（2005年-2007年、テレビ東京）構成
- でんじろう先生の日曜実験室 ラブラボ!（2006年-2008年、中京テレビ）構成
- おやこでクッキング（2006年-、キッズステーション）構成
- おもいッきりイイ!!テレビ（2007年-2009年、日本テレビ）構成
- 近未来×予測テレビ ジキル&ハイド（2008年-2009年、ABC）構成
- 日本はまかせろ! スーパーキッズ大集合（2008年、NHK）構成
- 水曜ノンフィクション（2008年-2009年、TBS）構成
- おもいッきりDON!（2009年-2010年、日本テレビ）構成
- でんじろう先生のはぴエネ!（2009年- 、中京テレビ）
- DON!（2010年-2011年、日本テレビ）構成
- みんないらっしゃいTV（2012年、日本テレビ）構成
- ニッポン百年食堂（2015年-2016年、BSフジ）構成

### テレビドラマ
- 犬の消えた日（2011年、日本テレビ）ドキュメンタリー部分構成[2]
- 赤と黒のゲキジョー 号泣裁判（2015年、フジテレビ）[2]
- 甘い事件簿 ドルチェの雫（2016年、NHK）構成[2]

### 映画
- 東京アディオス（2019年、プレシディオ）脚本